# Carl Petrus Een
Carl Petrus Een, född 24 augusti 1750, död 7 juli 1822 i Eksjö stadsförsamling, Jönköpings län, var en svensk präst.

## Biografi
Carl Petrus Een föddes 24 augusti 1750. Han var son till kyrkoherden i Vena församling. Een blev 1768 student vid Uppsala universitet och prästvigdes 1776. Han blev bataljonspredikant vid Hälsinge regemente och 1780 regementspastor vid samma regemente. Een följde med regementet i Finska kriget och blev 1793 kyrkoherde i Eksjö stadsförsamling. År 1800 blev han prost och inspektor vid Eksjö trivialskola. Han var opponent vid prästmötet 1805. Een avled 7 juli 1822 i Eksjö stadsförsamling.

### Familj
Een gifte sig 1785 med Johanna Helena Holmberg. Hon var dotter till postinspektoren i Bollnäs. De fick tillsammans barnen Lovisa Een (född 1789), gift första gången med stadsfiskalen Ek i Eksjö och andra gången med kyrkoherden Hellberg i Virserums församling, kyrkoherden Carl Johan Een i Herrestads församling, Johanna Charlotta Een (född 1796), gift med kapten Durietz på Sommenäs, Ulrika Christina Een (född 1799), gift med skrivaren malm i Eksjö, kyrkoherden Thure Gustaf Een (1802–1891) i Östra Ny församling och Amalia Sophia Een (född 1805).